# Odměrná baňka

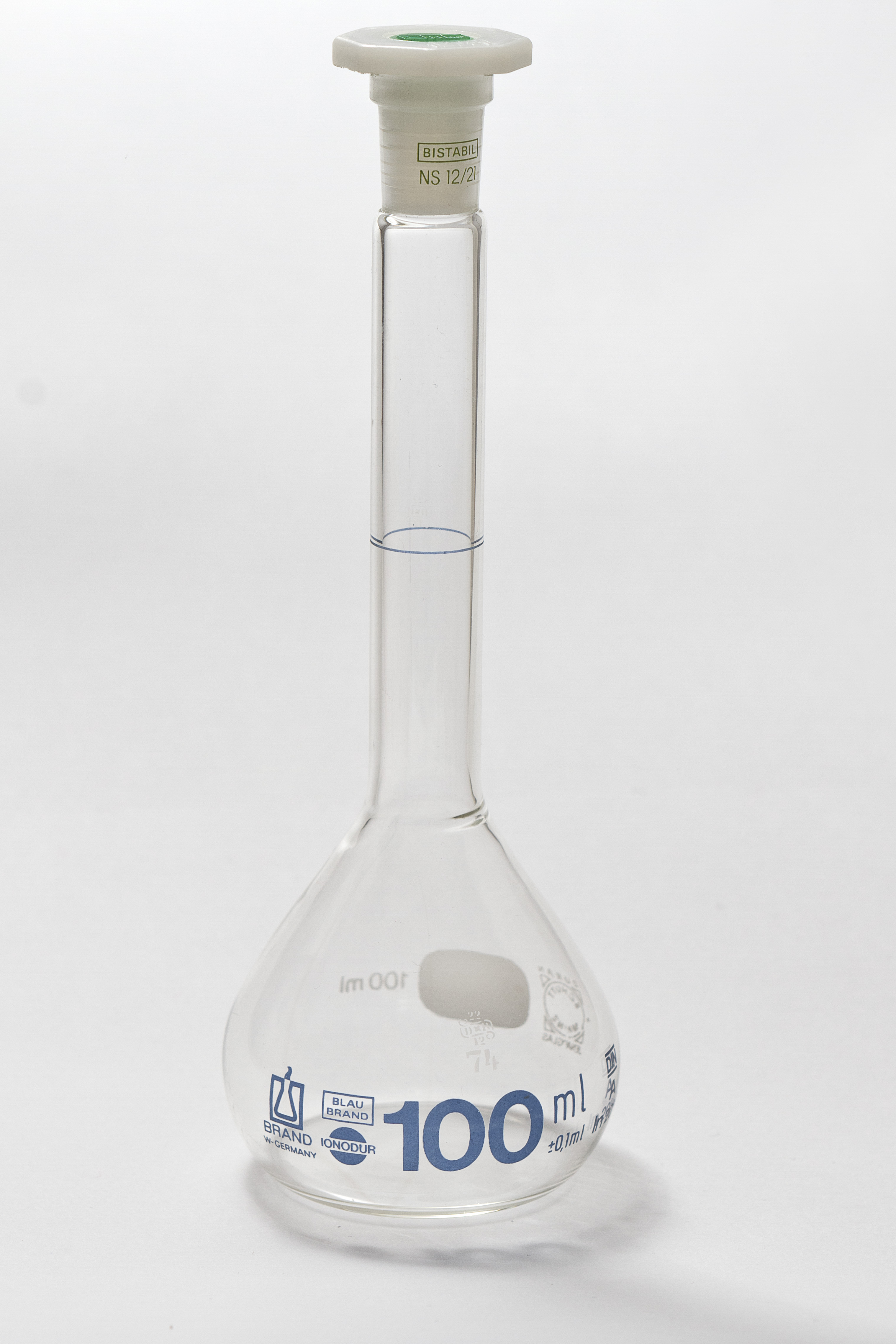
Odměrná baňka s PE zátkou

Odměrná baňka je skleněná nádoba, užívaná v laboratořích k přesnému odměřování kapalin a roztoků. Patří k základnímu vybavení analytické laboratoře.

## Popis
Nádobka obvykle z tenkého chemického skla hruškovitého tvaru běžně vyráběná v objemu od 1 mililitru až do 5 litrů. Objem odměrné baňky je při výrobě přesně kalibrován na příslušnou hodnotu a vyznačen ryskou. Pro správné odměření objemu je nutné dolít kapalinu po vyznačenou rysku, dle pravidel pro práci s odměrným sklem. Na baňce bývají vypsány podmínky měření, pro které je odměrná baňka kalibrována, obvykle se jedná o teplotu 20 °C a standardní tlak. Odměrné baňky jsou vyráběny v normovaných třídách přesnosti A, As (vyšší přesnost) a B (nižší přesnost). Jako materiál je nejčastěji použito borosilikátové sklo. Pro specifické aplikace lze využít odměrné baňky i například z polyethylenu, polypropylenu či teflonu. Odměrnou baňku je obvykle možné uzavřít zátkou, která je nejčastěji vyrobena ze zabroušeného skla, polyethylenu či teflonu.

## Využití
Odměrná baňka je v laboratorní praxi obvykle používána pro přípravu kalibračních roztoků a k přesnému analytickému ředění vzorků.